# Malešický statek
Malešický statek, ve kterém je dnes Hotel Baroko, je soubor památkově chráněných budov v Praze 10 – Malešicích, na adrese Tomsova 11/13. Jde o barokní venkovskou usedlost z roku 1687, v 18. století rozšiřovanou. Poslední stavební úpravy jsou z roku 2003.

## Historie
Usedlost pochází z roku 1687 (dle štítku na vjezdové bráně z roku 1689). V roce 1716 byl statek rozšířen o špýchar, v roce 1761 došlo k částečné přestavbě, v roce 1844 byly postaveny další hospodářské budovy na severní straně dvora. V roce 1900 došlo k další přeměně statku, byla postavena nová budova vilového typu.
V 70. letech 20. století se uvažovalo o demolici areálu, družstvo Pragostav usilovalo o vyjmutí usedlosti z památkové ochrany, k tomu ale nedošlo.

## Současnost
Současná podoba vznikla někdy po roce 2003, kdy byl areál přestavěn na Hotel Baroko, změnila se především vnitřní dispozice objektu. Hotel poskytuje ubytovací služby, může také sloužit jako školicí středisko.

## Popis areálu
Malešický statek stojí na nepravidelné parcele, jde o shluk obytných a (bývalých) hospodářských budov. Původní obytné stavení je vlevo od vjezdu, vpravo je vila z počátku 20. století, postavená v „alpínském stylu“. Na obytné stavení navazuje patrový špýchar s pavlačí. Ostatní budovy jsou upraveny v novodobém stylu.